# Радионов, Михаил Семёнович
Михаи́л Семёнович Радио́нов (род. 9 сентября 1984, Симферополь) — российский (ранее украинский) велогонщик, выступающий в шоссейных и трековых гонках. В период 2009—2013 годов представлял сборную Украины, ныне — член сборной России. Серебряный и бронзовый призёр чемпионатов Европы в программе мэдисона, участник крупнейших соревнований международного и национального уровня. Мастер спорта России международного класса.

## Биография
Михаил Радионов родился 9 сентября 1984 года в городе Симферополе Крымской области Украинской ССР. Тренировался в симферопольской Специализированной детско-юношеской спортивной школе олимпийского резерва по велоспорту № 1, в разное время проходил подготовку под руководством таких специалистов как В. В. Черченко, Л. Н. Полатайко, В. В. Климов, В. А. Загородний.
В 2009 году впервые вошёл в основной состав украинской национальной сборной и побывал на трековом чемпионате мира в Прушкуве, где выступил в мэдисоне и командной гонке преследования. Год спустя на аналогичных соревнованиях в Копенгагене стартовал в скрэтче и мэдисоне, показав в данных дисциплинах шестой и шестнадцатый результаты соответственно. На чемпионате Европы в Прушкуве совместно с Сергеем Лагкути завоевал в мэдисоне бронзовую медаль, уступив только командам из Чехии и Бельгии.
В 2011 году выступил на европейском и мировом первенствах в Апелдорне, однако попасть здесь в число призёров не смог. В следующем сезоне отметился выступлением на чемпионате Европы в Паневежисе, принимал участие в этапах Кубка мира. В 2013 году стартовал на трековом чемпионате мира в Минске.
Одновременно с выступлениями на треке Радионов участвовал и в шоссейных соревнованиях. Так, в 2013 году он являлся членом украинской континентальной команды Kolss Cycling Team, в разное время выходил на старт гонок второй категории «Тур Болгарии», «Пять колец Москвы», «Гран-при Москвы», «Мемориал Олега Дьяченко», «Гран-при Адыгеи», «Гран-при Сочи», «Кубок мэра», Race Horizon Park и др.
В 2013 году принял российское гражданство и начиная с этого времени выступал за сборную России. В частности, уже в 2014 году одержал победу на чемпионате России в гонке на выбывание. Наиболее значимое достижение в этот период — серебряная медаль в мэдисоне совместно с москвичом Андреем Сазановым на чемпионате Европы 2015 года в швейцарском Гренхене — здесь их обошли только титулованные испанцы Себастьян Мора и Альберт Торрес.
За выдающиеся спортивные достижения удостоен почётного звания «Мастер спорта России международного класса».
Женат на Оксане Радионовой, есть дочь Эмилия.